# 波蘭安魂曲
波蘭安魂曲 (波蘭語：Polskie Requiem）是波蘭當代古典音樂作曲家、指揮家潘德列茨基所創作的大型合唱作品。
《波蘭安魂曲》曾出現多個版本，第一個版本寫於1980－84年，潘德列茨基斷斷續續的將不同的段落串連成為整體。這個版本於1984年9月28日由羅斯特羅波維奇領導斯图加特广播交响乐团作首演。第二個版本於1993年完成。潘德列茨基加入了「聖哉頌」(Sanctus)，並對其他的樂章作出修改。這個版本於1993年11月11日在斯德哥爾摩的一個「潘德列茨基音樂節」中，由作曲家親自指揮作首演。到了2005年，為紀念過世的教宗若望·保祿二世而再增加了一段夏康舞曲。並於同年在作曲家的現居地克拉科夫進行了第三次「首演」。
樂曲主要依照傳統安魂曲的內容及格式而創作，創作模式同時亦受布拉姆斯的《德意志安魂曲》影響而加入了傳統的波蘭聖詠Święty Boże，屬作曲家晚期的代表作。

## 創作背景
1980年，潘德列茨基受波蘭團結工會委約，為一個豎立於格但斯克船廠外，以紀念在1970年反政府騷亂中遇難人士的雕塑揭幕儀式創作音樂。他很快便創作了「哀衿曲」，並獻給當時擔任團結工會領袖的華里沙（Lech Wałęsa)。及後，潘德列茨基將這個意念擴展，並把更多的愛國事蹟譜成安魂曲內的不同部份。其中:
- 於1981年所寫的「羔羊頌」，是為紀念他的一位朋友Stefan Wyszyński樞機；
- 於1982年所創作的「求你垂憐」，則是紀念於奧斯威辛集中營中死去，後來獲教宗若望·保祿二世封聖的意大利修士 Maximilian Kolbe。
- 「末日經」則是描寫1944年8月1日在華沙猶太貧民區所發生的暴動。[1]
- 「上主, 拯救我」則是紀念發生於1940年大批波蘭人 (其中包括大量軍人) 被蘇聯秘密警察所屠殺的事件，史稱「卡廷大屠殺」。[3]

對於這首作品帶有如此濃厚的歷史及愛國元素，潘德列茨基表示：「我不會創作政治性的音樂, 那些都是過時的東西。然而為什麼《為廣島遇難者輓歌》能成為我的其中一首代表作品？因為它是一首極為抽象的音樂作品。這首安魂曲沒錯是題獻給一些人物或事情，但音樂本身有更深遠廣闊的含意。」

## 樂隊編制
本曲的編制非常寵大，除了需要一個大型樂隊外，另外還加入四位獨唱及兩個混聲合唱團。

|  | 木管樂器 短笛（第三長笛兼任） 3 長笛 3 雙簧管 3 單簧管 低音單簧管 3 巴松管 低音巴松管 銅管樂器 6 圓號（F調） 4 小號（降B調） 4 長號 大號 | 敲擊樂器 定音鼓 2 三角鐵 3 吊鈸 碰鈸 2 鑼 大鼓 小鼓 不同尺寸的小軍鼓 (Rührtrommel, Marschtrommel) 6 中音筒鼓 (Tom-toms) 5 高音筒鼓 (Timbales) 5 木魚 管鐘 鐘（無固定聲調） 棘輪 樂鞭 鐘琴 顫音琴 木琴 | 鍵盤樂器 鋼片琴 人聲 4 獨唱家 女高音 次女高音 男高音 男低音 2 混聲四部合唱團 弦樂器 第一、第二小提琴 中提琴 大提琴 低音提琴 |

## 樂曲結構
根據2005年的修訂版本，全曲共分為17個部份:
- I 進堂詠 – 合唱團
- II 垂憐經 – 四位獨唱, 合唱團
- 繼抒詠 
  - III 末日經 – 合唱團
  - IV 神奇號聲 – 男高音
  - V 死亡降臨 – 女中音
  - VI 伏俯祈求 – 合唱團
  - VII 赫赫君王 – 男低音, 合唱團
  - VIII 求你垂憐 – 取自波蘭聖詠 Święty Boże, 四位獨唱
  - IX 我罪極深 – 四位獨唱, 合唱團
  - X 痛哭之日 (或稱: 哀衿曲) – 女高音, 女聲合唱
- XI 聖哉頌 – 女中音, 合唱團, 及迎主曲 – 男高音, 合唱團
- XII 夏康舞曲 - 絃樂
- XIII 羔羊頌 – 無伴奏合唱
- XIV 領主曲 永恆的光 – 合唱團
- XV 上主, 拯救我 – 四位獨唱, 合唱團
- XVI 奉献經 Święty Boże, Swiêty mocny
- XVII 終曲 拯救那些靈魂 – 四位獨唱, 合唱團